# Jace Norman
Jace Lee Norman (Corrales, 21 de março de 2000) é um ator e produtor norte-americano. Ele é mais conhecido por seu papel como Henry Hart na série da Nickelodeon Henry Danger.

## Biografia
Jace Norman nasceu em Corrales, Novo México. Mudou-se para o sul da Califórnia quando ele tinha 8 anos de idade.

### Carreira
Ele começou a atuar quando tinha 12 anos e conseguiu um papel como ator convidado na série de TV da Disney, Jessie, depois de sua primeira audição. Jace fez uma aparição em um episódio de The Thundermans e pode ser visto fazendo o papel de Adam Baker no filme de TV da Nickelodeon, Splitting Adam e também na série de TV da Nickelodeon, Henry Danger, desempenhando o papel de Henry Hart / Kid Danger, um garoto de 13 anos de idade, que se torna o assistente do Capitão Man, um super-herói que treina Henry.

## Filmografia

### Filmes
| Ano         | Título                       | Papel                 | Notas                                                   | Canal de Televisão |
| ----------- | ---------------------------- | --------------------- | ------------------------------------------------------- | ------------------ |
| 2012        | Jessie                       | Finch                 | Episódio: "Você é mais legal que um aluno da 5ª série?" | Disney Channel     |
| 2013        | Deadtime Stories             | Estudante             | Episódio: "A Vingança dos Globinos"                     | Nickelodeon        |
| 2013        | The Thundermans              | Flunky                | Episódio: "Presidente da Classe"                        | Nickelodeon        |
| 2014 - 2020 | Henry Danger                 | Henry Hart/Kid Danger | Protagonista                                            | Nickelodeon        |
| 2016        | The Thundermans              | Henry Hart/Kid Danger | Crossover com Henry Danger                              | Nickelodeon        |
| 2017        | The Loud House               | Steak Stankco         | Voz principal, Episódio: Legends                        | Nickelodeon        |
| 2018        | The Adventures of Kid Danger | Henry Hart/Kid Danger | Voz principal                                           | Nickelodeon        |
| 2017        | Game Shakers                 | Henry Hart/Kid Danger | Episódio: Babe Ama Danger Episódio: Ele Voltou          | Nickelodeon        |
| 2020 - 2023 | Danger Force                 | Henry Hart/Kid Danger | 5 episódios, também atuando como produtor e diretor     | Nickelodeon        |

| Ano  | Resultado | Prêmio              | Categoria                               | Trabalho     |
| ---- | --------- | ------------------- | --------------------------------------- | ------------ |
| 2016 | Indicado  | Kids' Choice Awards | Ator de TV Favorito - Programa Infantil | Henry Danger |
| 2017 | Venceu    | Kids' Choice Awards | Ator de TV Favorito                     | Henry Danger |
| 2018 | Venceu    | Kids' Choice Awards | Ator de TV Favorito                     | Henry Danger |